# Leptosyna nervosa
Leptosyna nervosa är en tvåvingeart som först beskrevs av Johannes Winnertz 1852.  Leptosyna nervosa ingår i släktet Leptosyna och familjen gallmyggor. Inga underarter finns listade i Catalogue of Life.